# Lelde Gasūna
Lelde Gasūna (* 17. September 1990 in Sigulda) ist eine lettische Skirennläuferin. Sie ist auf die technischen Disziplinen Slalom und Riesenslalom spezialisiert und nahm bereits mehrfach an Weltmeisterschaften und Olympischen Winterspielen teil.

## Biografie
Lelde Gasūna stammt aus Sigulda, wo sie auch das Gymnasium absolvierte. Danach besuchte sie die Lettische Akademie für Sportpädagogik (LSPA) in Riga. Anfangs wurde sie von ihrer Mutter Gunta Gasūna trainiert.
Im Februar 2007 nahm Gasūna am Europäischen Olympischen Jugend-Winterfestival in Jaca teil, wo sie im Slalom Rang 31 belegte. Im November 2009 bestritt sie in Schweden ihre ersten FIS-Rennen. Ein gutes Jahr danach debütierte sie im Weltcup und wenig später auch im Europacup. Bei ihren ersten Weltmeisterschaften in Garmisch-Partenkirchen belegte sie die Ränge 36 und 58 in Slalom und Riesenslalom. Auch an der folgenden Weltmeisterschaft in Schladming nahm sie teil. Nach der WM erlitt sie eine Knieverletzung, konnte jedoch bereits im Sommer wieder mit dem Training beginnen und qualifizierte sich für die Olympischen Winterspiele in Sotschi. Während sie den Riesenslalom nicht beendete, belegte sie im Slalom Rang 30, bis heute ihr bestes Ergebnis bei einem Großereignis. Ihre dritten Weltmeisterschaft in Vail/Beaver Creek endete mit zwei Ausfällen.
Mehr als sechs Jahre nach ihrem Weltcup-Debüt im November 2010 konnte sie reüssieren. Am 3. Januar 2017 erreichte sie im Slalom von Zagreb erstmals einen zweiten Durchgang, in dem  es ihr gelang, sich um fünf Ränge auf Platz 22 zu verbessern. Damit gewann sie nicht nur ihre ersten Weltcuppunkte, sondern übertraf auch den 26. Rang von Kristaps Zvejnieks in Santa Caterina 2016 und sorgte für das beste Resultat der lettischen Weltcupgeschichte. Nachdem sie sich bei den Weltmeisterschaften 2017 in St. Moritz nur im Riesenslalom klassieren konnte, schloss sie die Slalom-Weltcupwertung am Ende der Saison auf Rang 50 ab.
Nach lediglich zwei Weltcupstarts in der Saison 2017/18 startete sie bei den Olympischen Winterspielen in Riesenslalom und Slalom und belegte die Ränge 43 und 37.
Bei den Weltmeisterschaften 2019 erreichte Gasūna Rang 45 im Riesenslalom, im Slalom schied sie aus. Seit der Saison 2019/20 hat sie keine internationalen Rennen mehr bestritten.

## Erfolge

### Olympische Spiele
- Sotschi 2014: 30. Slalom
- Pyeongchang 2018: 37. Slalom, 43. Riesenslalom

### Weltmeisterschaften
- Garmisch-Partenkirchen 2011: 36. Slalom, 58. Riesenslalom
- Schladming 2013: 49. Slalom, 51. Riesenslalom
- St. Moritz 2017: 39. Riesenslalom
- Åre 2019: 45. Riesenslalom

### Weltcup
- 1 Platzierung unter den besten 30

### Weitere Erfolge
- 4 Siege bei finnischen Meisterschaften (Slalom 2014, 2015 und 2016, Riesenslalom 2016)
- 1 Podestplatz im Far East Cup
- 10 Siege in FIS-Rennen